# 王晓琳
王晓琳（1954年—），辽宁北镇人，汉族，中华人民共和国政治人物、第十一届全国人民代表大会重庆地区代表。
毕业于中央党校行政管理专业，是中共党员。担任重庆市商务集团商储物流有限公司总经理。2008年起担任全国人大代表。